# DSA-433
La DSA-433 es una carretera perteneciente a la Red Secundaria de la Diputación Provincial de Salamanca que une la  CL-517  con la localidad de Cipérez.

## Origen y Destino
La carretera  DSA-433  tiene su origen en Peralejos de Arriba en la intersección con la carretera  CL-517 , y termina en el casco urbano de Cipérez en la intersección con las carreteras  DSA-430  y  DSA-432  formando parte de la Red de carreteras de Salamanca.